# Caecognathia stygia
Caecognathia stygia is een pissebed uit de familie Gnathiidae. De wetenschappelijke naam van de soort werd in 1877 voor het eerst geldig gepubliceerd door Georg Ossian Sars.